# Джойнер (Арканзас)
Джойнер (англ. Joiner) — місто (англ. city) в США, в окрузі Міссіссіппі штату Арканзас. Населення — 498 осіб (2020).

## Географія
Джойнер розташований на висоті 71 метр над рівнем моря за координатами 35°30′21″ пн. ш. 90°9′0″ зх. д. / 35.50583° пн. ш. 90.15000° зх. д. (35.505900, -90.150088).  За даними Бюро перепису населення США в 2010 році місто мало площу 1,60 км², уся площа — суходіл.

## Демографія

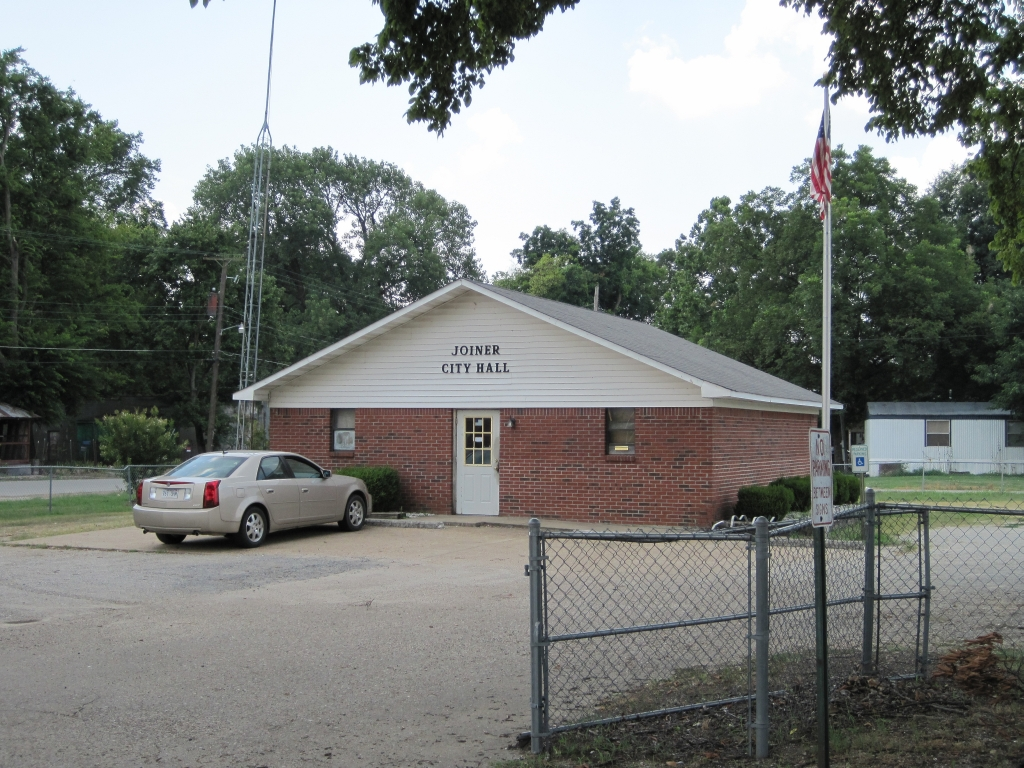
Мерія міста Джойнер

Згідно з переписом 2010 року, у місті мешкало 576 осіб у 249 домогосподарствах у складі 141 родини. Густота населення становила 359 осіб/км².  Було 287 помешкань (179/км²). 
Расовий склад населення:
| - 50,3 % — білих - 47,4 % — чорних або афроамериканців - 0,2 % — корінних американців - 1,0 % — осіб інших рас |

До двох чи більше рас належало 1,0 %. Іспаномовні складали 2,6 % від усіх жителів.
За віковим діапазоном населення розподілялося таким чином: 24,3 % — особи молодші 18 років, 60,9 % — особи у віці 18—64 років, 14,8 % — особи у віці 65 років та старші. Медіана віку мешканця становила 43,1 року. На 100 осіб жіночої статі у місті припадало 79,4 чоловіків;  на 100 жінок у віці від 18 років та старших — 75,1 чоловіків також старших 18 років.
Середній дохід на одне домашнє господарство  становив 23 706 доларів США (медіана — 17 250), а середній дохід на одну сім'ю — 28 712 долари (медіана — 27 188). Медіана доходів становила 30 125 доларів для чоловіків та 21 339 доларів для жінок. За межею бідності перебувало 45,5 % осіб, у тому числі 56,8 % дітей у віці до 18 років та 31,8 % осіб у віці 65 років та старших.
Цивільне працевлаштоване населення становило 163 особи. Основні галузі зайнятості: виробництво — 28,8 %, роздрібна торгівля — 19,6 %, освіта, охорона здоров'я та соціальна допомога — 18,4 %.

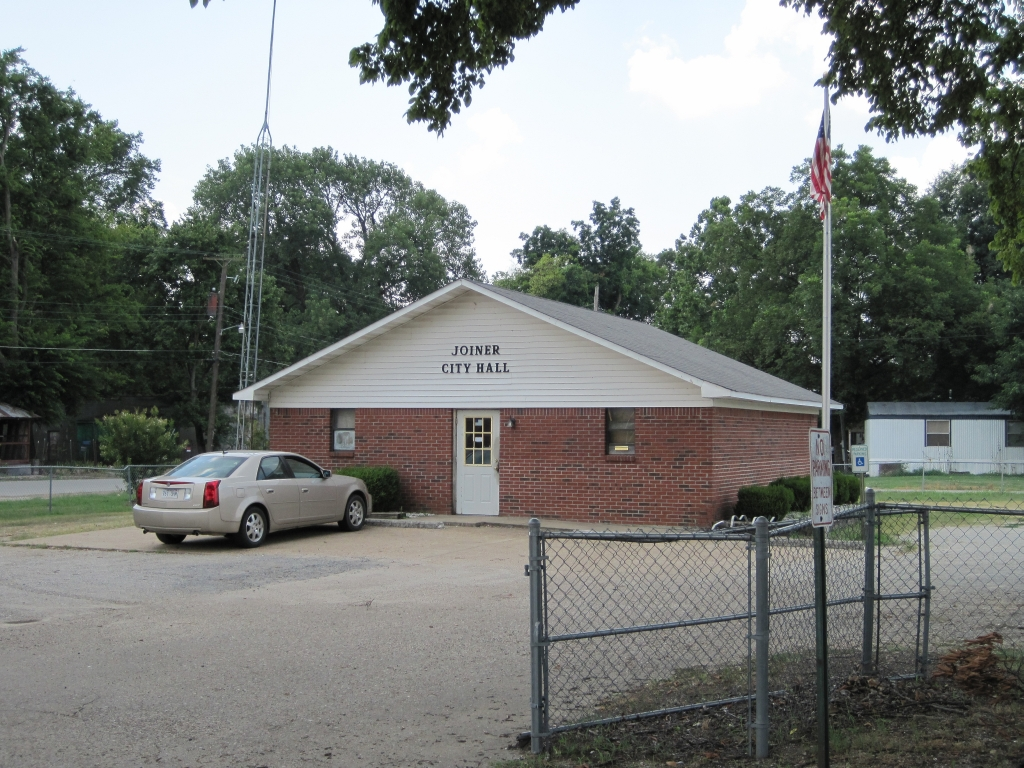
Мерія міста Джойнер

За даними перепису населення 2000 року в Джойнері мешкало 540 осіб, 139 сімей, налічувалося 197 домашніх господарств і 223 житлових будинки. Середня густота населення становила близько 675 осіб на один квадратний кілометр. Расовий склад Джойнера за даними перепису розподілився таким чином: 52,78% білих, 45,93% — чорних або афроамериканців, 0,93% — представників змішаних рас, 0,37% — інших народів. іспаномовні склали 0,74% від усіх жителів міста.
З 197 домашніх господарств в 37,1% — виховували дітей віком до 18 років, 39,1% представляли собою подружні пари, які спільно проживали, в 26,4% сімей жінки проживали без чоловіків, 29,4% не мали сімей. 25,4% від загального числа сімей на момент перепису жили самостійно, при цьому 11,7% склали самотні літні люди у віці 65 років та старше. Середній розмір домашнього господарства склав 2,74 особи, а середній розмір родини — 3,29 особи.
Населення міста за віковим діапазоном за даними перепису 2000 року розподілилося таким чином: 29,8% — жителі молодше 18 років, 12,0% — між 18 і 24 роками, 23,5% — від 25 до 44 років, 21,9% — від 45 до 64 років і 12,8% — у віці 65 років та старше. Середній вік мешканця склав 33 роки. На кожні 100 жінок в Джойнері припадало 80,0 чоловіків, у віці від 18 років та старше — 72,3 чоловіків також старше 18 років.
Середній дохід на одне домашнє господарство в місті склав 26 875 доларів США, а середній дохід на одну сім'ю — 30 000 доларів. При цьому чоловіки мали середній дохід в 28 750 доларів США на рік проти 20 208 доларів середньорічного доходу у жінок. Дохід на душу населення в місті склав 10 454 долари на рік. 27,7% від усього числа сімей в населеному пункті і 27,5% від усієї чисельності населення перебувало на момент перепису населення за межею бідності, при цьому 35,3% з них були молодші 18 років і 23,4% — у віці 65 років та старше.